# Víctor Quintana Silveyra
Víctor Manuel Quintana Silveyra (Cuauhtémoc, Chihuahua; 28 de agosto de 1948) es un político y académico mexicano miembro del Movimiento Regeneración Nacional. Ha sido en dos ocasiones diputado al Congreso de Chihuahua, diputado federal y delegado en Gustavo A. Madero en el Distrito Federal.

## Biografía
Es licenciado en Ciencias de la Comunicación egresado del Instituto Tecnológico y de Estudios Superiores de Occidente (ITESO) en Guadalajara, Jalisco, tiene una Maestría en Sociología en la Escuela de Altos Estudios Sociales en París, Francia y el 7 de diciembre de 2009 obtuvo el doctorado en Ciencias Sociales, título otorgado por la misma institución.
Inicialmente se desempeñó en actividades docentes en instituciones de la ciudad de Guadalajara, posteriormente retornó a Chihuahua, donde se fue asesor y representante legal de movimientos sociales como el Frente Democrático Campesino en Cuauhtémoc, además fue maestro en la Escuela Superior de Agricultura Hermanos Escobar, la Escuela Nacional de Antropología e Historia de Chihuahua y la Universidad Autónoma de Ciudad Juárez.

### Carrera política
Quintana fue elegido diputado federal plurinominal por el Partido de la Revolución Democrática a la LVI Legislatura de 1994 a 1997, en 1998 buscó se candidato del PRD  a Gobernador de Chihuahua no obteniendo la nominación mientras que de ese año a 1999 fue director general de Administración y Desarrollo de Personal del Gobierno del Distrito Federal en la administración encabezada por Cuauhtémoc Cárdenas Solórzano, quien en 1999 lo nombró a su vez Delegado Político en Gustavo A. Madero, cargo que ocupó hasta 2000 siendo el último Delegado no electo de Gustavo A. Madero, entregando el cargo al primer jefe delegacional electo, Joel Ortega Cuevas.
En las elecciones de Chihuahua de 2004 fue candidato de la Coalición "Todos Somos Chihuahua" formada por el PAN, el PRD y Convergencia a Diputado por el Distrito 13 al Congreso de Chihuahua, obtuvo el triunfo, pero fue impugnado por el Partido Revolucionario Institucional ante el Tribunal Electoral del Poder Judicial de la Federación que consideró que no reunía el requisito de residencia legal en el distrito, retirándole la constancia de mayoría y pasando a ocupar el cargo su suplente. En 2006 fue postulado por la Coalición Por el Bien de Todos como candidato a diputado federal por el Distrito 7, quedando en tercer lugar en las preferencias electorales, pero logrando la más alta votación para la Coalición en el estado de Chihuahua. En 2007 fue elegido nuevamente Diputado al Congreso de Chihuahua en la LXII Legislatura, de manera plurinominal, siendo el único legislador perteneciente al PRD. Fue candidato a Senador por el estado de Chihuahua por los partidos, PRD, PT y MC, para las elecciones federales de 2012, obteniendo el tercer lugar de las preferencias electorales.
En el 2014 participó en la fundación de Morena en su estado natal, siendo el primer Presidente del Comité Estatal en Chihuahua. En 2016 dejó de ser Presidente de Morena tras haberse especulado que sería candidato a gobernador del estado, siendo finalmente designado Javier Félix Muñoz. En abril de 2016, se inició su proceso de expulsión de Morena, tras hacer público su respaldo a la candidatura del panista Javier Corral Jurado tras la conformación de la "Alianza Ciudadana por Chihuahua". El 4 de mayo de 2016 fue finalmente expulsado del Movimiento de Regeneración Nacional por apoyar a Javier Corral y al resultar este electo gobernador de Chihuahua, fue nombrado Secretario de Desarrollo Social del estado a partir del 4 de octubre de 2016.
En 2020 mediante oficio solicitó al presidente de Morena, Alfonso Ramírez Cuéllar su reafiliación al partido. Ese mismo año renunció al gobierno de Chihuahua.